# Lomanoxia alternata
Lomanoxia alternata är en skalbaggsart som beskrevs av Jan Krikken 1972. Lomanoxia alternata ingår i släktet Lomanoxia och familjen Aphodiidae. Inga underarter finns listade i Catalogue of Life.